# Bernardino Poccetti
Bernardino Poccetti (Florència, 26 d'agost de 1548 - Florència, 10 d'octubre de 1612), conegut també con Barbatelli i Bernardino delle Grottesche va ser un pintor i decorador manierista italià.

## Biografia
Va començar el seu aprenentatge com a decorador de façanes i sostres. El 1570 va ingressar en la Accademia di Belle Arti, el gremi dels artistes. Els seus inicis van ser al taller de Michele Tosini, amb qui va participar en la decoració del Claustre Gran de Santa Maria Novella a la fi del segle xvi amb un cicle de pintures sobre la vida de sant Domènec. Després va seguir el seu aprenentatge amb Bernardo Buontalenti. El 1583-85 va col·laborar en la realització de les pintures al fresc del Palazzo Capponi, on el seu treball expressa un brillant manierisme tardà.
Els seus treballs de decoració a la Certosa di Galluzzo, mostra un fi naturalisme aconseguit gràcies a un dibuix flexible i a la seva aguda captació del llum (Mort i translació del cos de Sant Bru, 1592-93). La composició és senzilla geomètricament, amb efectes propers a la simetria. En aquesta obra es troba records del gran pintura art renaixentista: el Rafael Sanzio cimera de l'Alt Renaixement, i el mestratge quattrocentista de Ghirlandaio.
El seu treball a la Cappella del Giglio, a Santa Maria Maddalena dei Pazzi (1599) és rica en efectes il·lusionistes. El dibuix de Poccetti dona a les seves figures un sentit captivador, cada vegada més properes a l'esperit de a la «maniera», amb alguna cosa de la seva capriciosa elegància.

### Fase manierisme tardà
A la part final de la seva carrera, va formar part del moviment que s'ha anomenat «contramaniera», al costat d'artistes com Santi di Tito, Domenico Cresti, Domenico Passignano, Ludovico Cigoli, Jacopo da Empoli, Andrea Boscoli i Gregorio Pagani. A causa de la seva formació primitiva com a decorador de façanes i grotescs, mai no va perdre el seu interès pel valor ornamental de les formes. Sempre va intentar la conciliació de la veritat i l'elegància, conservant la complicació en el dibuix pròpia del manierisme. Això el distingeix dels seus companys «contramanieristes», que van intentar un grau més alt de naturalisme en les seves pintures. Sempre va ser fidel als principis del manierisme, i encara que va incloure detalls naturalistes en el seu treball, sempre van ser aliens a l'essència del seu estil.

## Obres destacades

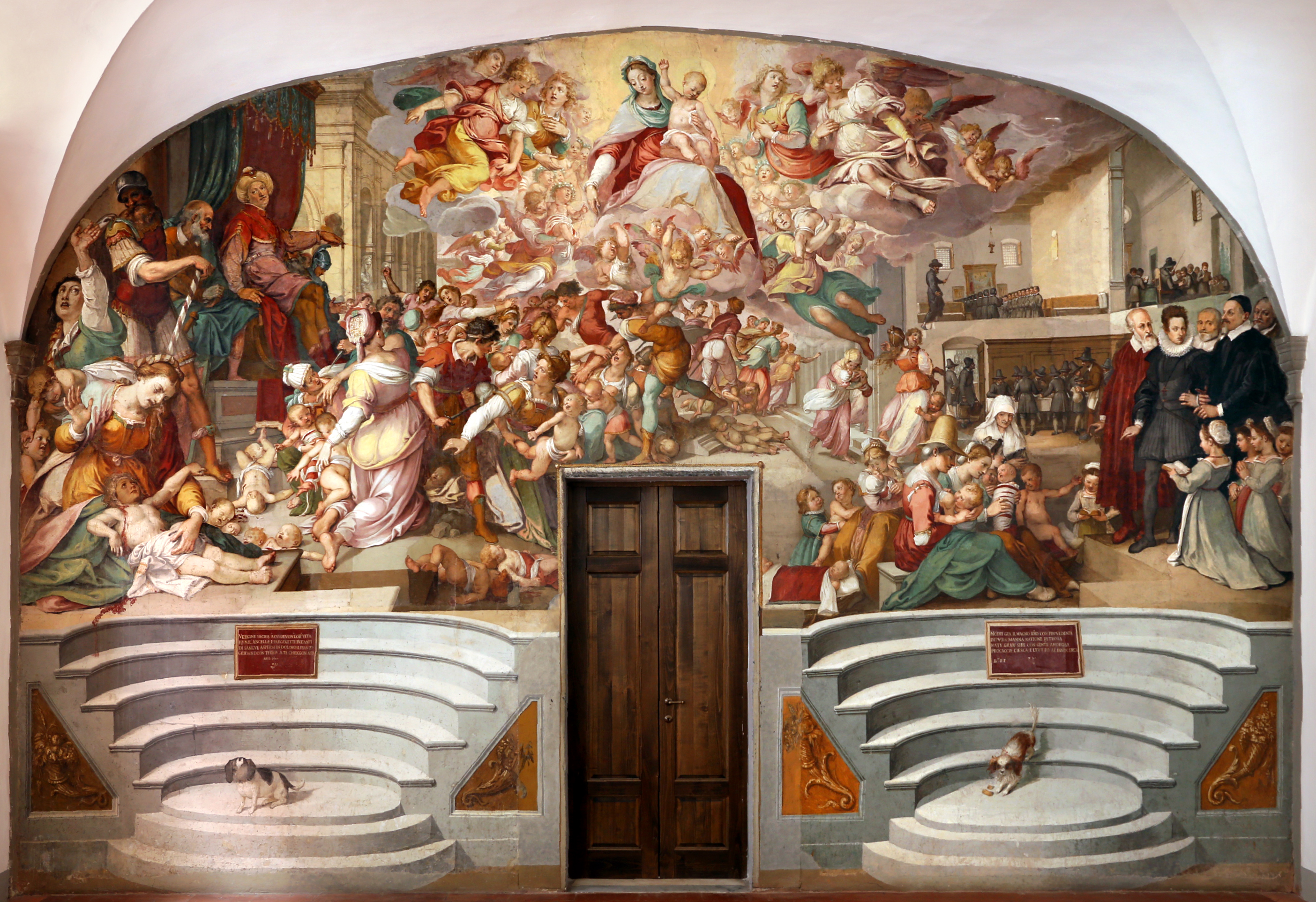
La Matança dels Innocents, Ospedale degli Innocenti, Florència.

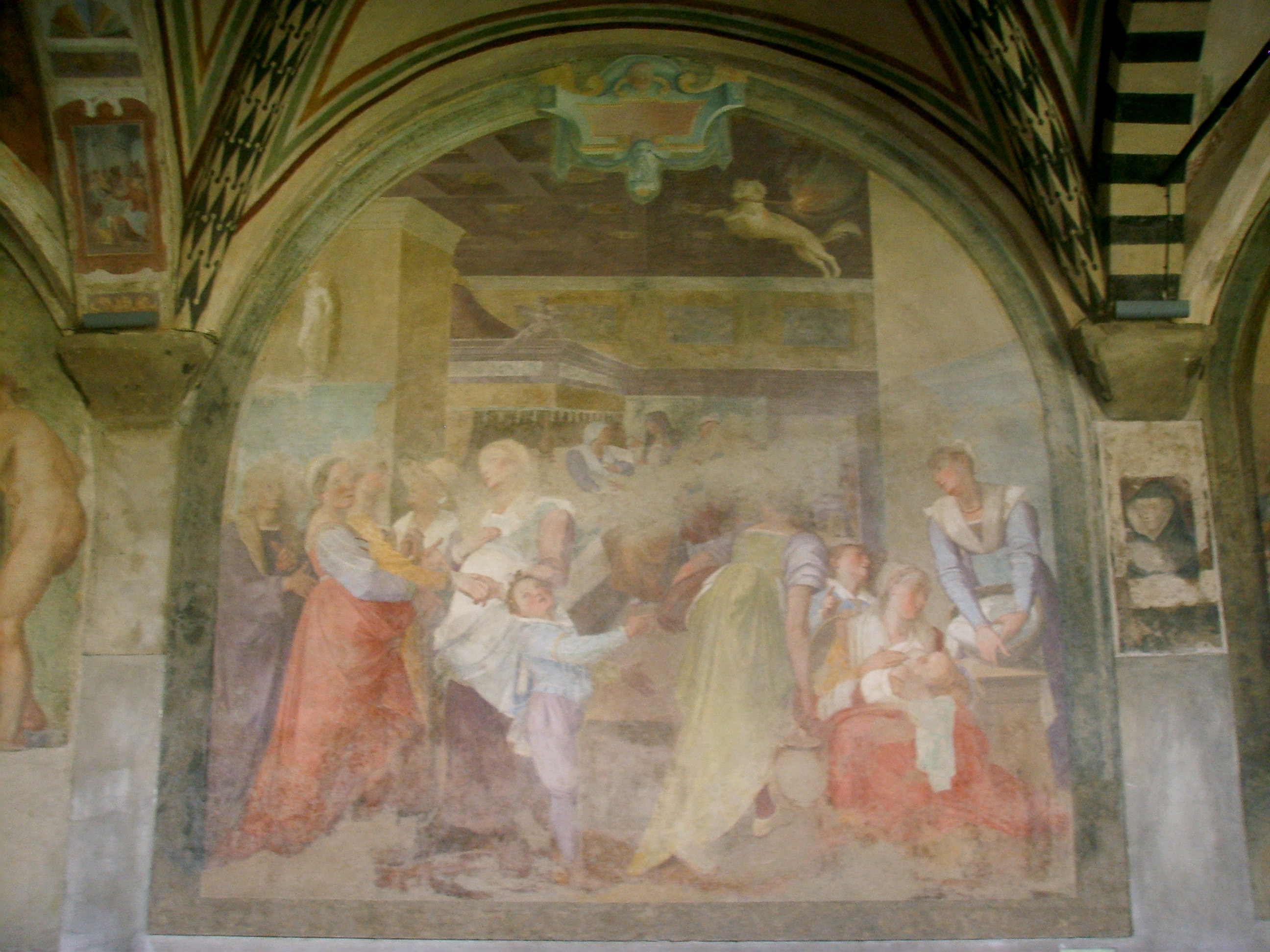
Predicació de Jesús, Claustre Gran a Santa Maria Novella, Florència.

### Decoracions al fresc
- Frescs del Claustre Gran de Santa Maria Novella
- Frescs de la Certosa di Galluzzo (Escenes de la Vida de Sant Bru, 1592-93)
- Frescs del Palazzo Capponi, Florència
- Frescs del claustre de la Confraternità di San]Pier Maggiore, San Pierino
- Frescs de la Certosa di Val d'Ema, Galluzzo 
  - Funeral i translació del cos de Sant Bru (1592-93)
- Frescs de la Cappella Neri o del Giglio a Santa Maria Maddalena dei Pazzi, Florència (1599)
- Frescs del Palazzo Usimbardi, ara Acciaiuoli (1603)
- Frescs del claustre de Sant Antoni a Museu Nacional de San Marco, Florència (començat el 1602)

## = Pintures a l'oli
- Sant Zenobi converteix a la Fe al poble florentí (1588-89, Gallerie Fiorentine)
- Matança dels Inocents (Florència, Ospedale degli Innocenti, 1610)